# Batalla de Lauro
La batalla de Lauro (45 a. C.) fue el último enfrentamiento militar de la segunda guerra civil de la República romana. Después de la derrota de Munda, Cneo Pompeyo el Menor intentó huir de la Hispania Ulterior por mar pero fue obligado a desembarcar. Perseguido por los cesarianos mandados por Lucio Cesennio Lento, Pompeyo fue acorralado en una colina boscosa cerca de Lauro, donde él y la mayoría de sus seguidores fueron muertos. 

## Antecedentes
Después de la batalla de Munda, herido, Cneo Pompeyo el Menor huyó a Carteia, ciudad envuelta en una lucha entre las facciones de pompeyanos y cesarianos locales. Finalmente, estos últimos comenzaron una revuelta durante la cual nuevamente fue herido. Cuando la situación se volvió desfavorable, Pompeyo decidió abordar sus últimas 20 naves y huir por mar. El comandante cesariano Cayo Didio, estacionado en Gades, se enteró de la fuga del enemigo y sale en su persecución. Pompeyo había salido muy apresurado, sin agua potable suficiente y pronto debió desembarcar, permitiendo que Didio los alcanzara a los cuatro días de navegación. Los cesarianos atacaron a la flota anclada, atacaron algunas naves y quemaron al resto, con lo que Pompeyo y sus seguidores quedaron atrapados en el sur de Hispania.

## Batalla
Los pompeyanos intentaron huir por tierra, constantemente perseguidos y hostigados por sus enemigos. Durante la fuga, Pompeyo fue nuevamente herido, esta vez en el hombre y la pierna izquierda, por lo que sus hombres tuvieron que cargaron en camilla. Los pompeyanos se refugiaron en una colina boscosa bien defendida cerca de la villa de Lauro, pero fueron descubiertos por un lugareño que los denunció a los cesarianos. Como resultado, fueron rodeados. Los cesarianos, mandados por Lucio Cesennio Lento, comenzaron a atacar sus posiciones, pero gracias a las condiciones del terreno, los defensores pudieron repeler múltiples ataques. Así, frustrados, las fuerzas de Lento empezaron a asediarlos y matarlos de hambre. Dándose cuenta de las circunstancias, los pompeyanos intentaron romper el sitio.
Cuando los pompeyanos comenzaron su intento de ruptura, se produjeron combates intensos y brutales, los defensores que escaparon sufrieron muchas bajas. Varios pompeyanos, muchos de ellos lusitanos, lograron huir, pero no el propio Pompeyo. Incapaz de caminar por sus heridas o de montar a caballo, atrapado por los difíciles caminos, apenas podía moverse y junto a varios de sus seguidores quedó atrás. Con los defensores muy disminuidos, los atacantes nuevamente se lanzaron sobre la posición. Pompeyo huyó a una cueva pero fue descubierto después que algunos cautivos revelaron su escondite, y a pesar de sus heridas, luchó hasta la muerte.

## Consecuencias
La cabeza de Pompeyo fue cortada y llevada a Hispalis, donde fue mostrada a la población local. Mientras tanto, los lusitanos que habían escapado de la batalla reunieron a muchos de sus compañeros de tribu y atacaron las fuerzas de Didio, acampadas cerca de la costa. Tras hacer que Didio saliera de su campamento incendiando las naves ancladas, los lusitanos lo emboscaron y mataron junto a muchos de sus hombres. Los que sobrevivieron huyeron en las naves restantes.
Después de la muerte de Pompeyo, Cayo Julio César creyó que los pompeyanos estaban completamente derrotados en Hispania y en consecuencia dejó pocas fuerzas allí para acabar con la resistencia que quedaba. A diferencia de su hermano mayor, Sexto Pompeyo evadió con éxito a los cesarianos y reconstruyó a los ejércitos pompeyanos. Cuando César fue asesinado había reconquistado la mayoría del sur hispano para su causa.

### Antiguas
- Desconocido. De bello Hispaniensi (DBH). Digitalizado en UChicago. Basado en traducción latín-inglés por A. G. Way, 1955, Loeb Classical Library. Versión en latín en Latin Library. En español en Imperium.org.
- Apiano. Libro 2 de Las guerras civiles. Libro 14 de Historia romana. Digitalizado por Uchicago. Basado en traducción latín-inglés por Horace White, 1913, Loeb Classical Library.
- Dion Casio. Historia romana. Libro 43. Digitalizado por UChicago. Basado en traducción latín-inglés por Earnest Cary, Harvard University Press, volumen IV de colección de Loeb Classical Library, 1916.
- Floro. Epitome. Libro 2. Digitalizado por UChicago. Basado en traducción latín-inglés por E. S. Foster, 1929, Loeb Classical Library.

### Modernas
- Lowe, Benedict J. (2002). "Sextus Pompeius and Spain: 46-44 BC". En Anton Powell; Kathryn Welch. Sextus Pompeius. Londres: Duckworth Overlook, pp. 65–102. ISBN 0-7156-3127-6.
- Konrad, Christoph F. (1994). Plutarch's Sertorius. Chapel Hill: University of North Carolina Press.

- Datos: Q29513472